# (5116) Korsør
(5116) Korsør ist ein Asteroid im Hauptgürtel des Sonnensystems, den der dänische Astronom Poul Jensen am 13. März 1988 am Brorfelde-Observatorium (IAU-Code 054) entdeckte. Er befindet sich außerhalb der 5:2-Kirkwoodlücke, die bei 2,82 AE liegt.
Der Asteroid gehört zur Hygiea-Familie, einer eher älteren Gruppe von Asteroiden, wie vermutet wird, deren größtes Mitglied der Asteroid (10) Hygiea ist.
(5116) Korsør wurde am 24. Januar 2000 nach der am Großen Belt auf der Insel Seeland (Dänemark) gelegenen Hafenstadt Korsør benannt, die der Geburtsort des am Brorfelde-Observatorium tätigen Astronomen Karl Augustesen ist.